# Hermann Fischer (lutte)
Pour les articles homonymes, voir Hermann Fischer.
Hermann Fischer (né le 18 janvier 1912 à Asch et mort le 23 novembre 1984 à Mersebourg) est un lutteur et un résistant communiste allemand au nazisme.

## Biographie
Ses parents, un ouvrier du textile et sa femme, déménagent en 1914 d'Asch à Apolda en Thuringe. Son goût pour la menuiserie l'amène à embrasser la profession de menuisier. Adolescent, il devient lutteur dans les clubs de sport d'Apolda Blue Gold et Olympia. À l'époque de la Grande Dépression et du chômage, il a rejoint le Rote Hilfe Deutschlands, une organisation d'aide communiste. Lorsque les clubs de sport ouvriers sont interdits en 1933, il continue secrètement à s'entraîner. La même année, il est détenu pendant plusieurs semaines pour résistance politique. En 1935, il rejoint le groupe régional de résistance Brümmer-Kleine. En 1936, il est condamné à deux ans de prison avec perte d'honneur qu'il effectue au Roter Ochse à Halle-sur-Saale. Après sa libération, il continue à travailler pour le Rote Hilfe Deutschlands, est arrêté de nouveau en 1941 et envoyé dans le camp de concentration de Buchenwald, où il doit travailler dans la carrière ; à sa libération du camp, il pèse seulement 40 kg.
Après la fin du national-socialisme, il est reconnu comme persécuté du régime nazi par la RDA. Il rejoint le KPD, organise la police criminelle de la ville d'Apolda puis prend la direction d'une entreprise de charpenterie dépossédée. De 1947 à 1953, il est membre de l'équipe d'Allemagne de l'Est de lutte. En 1951, il devient entraîneur sportif à Berlin, Artern et Leuna, où il forme les jeunes lutteurs pour l'équipe nationale est-allemande. Son fils Lothar remporte une médaille de bronze pour la RDA aux Championnats du monde de lutte 1958 à Budapest. En 1968, il est nommé avec Hans Bachmann entraîneur-chef de l'équipe d'Allemagne de l'Est de lutte. En 1970, il doit abandonner son poste pour des raisons de santé, mais continue à faire du bénévolat.